# Torrenueva Costa
Torrenueva Costa é um município da Espanha na província de Granada, de área 6,41 km² com população de 2682 habitantes (2019) e densidade populacional de 418,41 hab/km².
Torrenueva se separou do município de Motril em 2 de outubro de 2018. Como outro município chamado Torrenueva já existia, ele teve que mudar seu nome para Torrenueva Costa no mesmo dia de sua independência.

## Demografia
| Variação demográfica do município entre 2001 e 2019 | Variação demográfica do município entre 2001 e 2019 | Variação demográfica do município entre 2001 e 2019 |
| --------------------------------------------------- | --------------------------------------------------- | --------------------------------------------------- |
| 2001                                                | 2011                                                | 2019                                                |
| 1907                                                | 2616                                                | 2682                                                |